# أوك ريدج (تكساس)
أوك ريدج (بالإنجليزية: Oak Ridge, Cooke County, Texas)‏ هي بلدة أمريكية تقع في الولايات المتحدة في مقاطعة كووك، تكساس. يقدر عدد سكانها بـ 224 نسمة ومساحتها 0.3 كم2 .

## التركيبة السكانية
حدّد مكتب تعداد الولايات المتحدة بيانات التركيبة السكانية لأوك ريدج في تعداد الولايات المتحدة. في ما يلي، التركيبة السكانية حسب تعدادي 2000 و2010.

### تعداد عام 2000
بلغ عدد سكان أوك ريدج 224 نسمة بحسب تعداد عام 2000، وبلغ عدد الأسر 72 أسرة وعدد العائلات 54 عائلة مقيمة في البلدة. في حين سجلت الكثافة السكانية 772.4 نسمة لكل كيلومتر مربع (2,000.5/ميل2). وبلغ عدد الوحدات السكنية 93 وحدة بمتوسط كثافة قدره 320.7 لكل كيلومتر مربع (830.6/ميل2).
وتوزع التركيب العرقي للبلدة بنسبة 85.27% من البيض و0.45% من الأمريكيين الأفارقة و1.79% من الأمريكيين الأصليين و10.27% من الأعراق الأخرى و2.23% من عرقين مختلطين أو أكثر و14.29% من الهسبانيون أو اللاتينيون من أي عرق.
بلغ عدد الأسر 72 أسرة كانت نسبة 51.4% منها لديها أطفال تحت سن الثامنة عشر تعيش معهم، وبلغت نسبة الأزواج القاطنين مع بعضهم البعض 56.9% من أصل المجموع الكلي للأسر، ونسبة 11.1% من الأسر كان لديها معيلات من الإناث دون وجود شريك، بينما كانت نسبة 6.9% من الأسر لديها معيلون من الذكور دون وجود شريكة وكانت نسبة 25% من غير العائلات. تألفت نسبة 15.3% من أصل جميع الأسر من عدة أفراد يعيشون في نفس المنزل ونسبة 1.4% كانت تتألف من شخص يعيش بمفرده يبلغ من العمر 65 عاماً أو أكثر. وبلغ متوسط حجم الأسرة المعيشية 3.11، أما متوسط حجم العائلات فبلغ 3.57.
بلغ العمر الوسطي للسكان 28.3 عاماً. وكانت نسبة 35.7% من القاطنين تحت سن الثامنة عشر، وكانت نسبة 8% بين الثامنة عشر والرابعة والعشرين عاماً، ونسبة 37.9% كانت واقعةً في الفئة العمرية ما بين الخامسة والعشرين والرابعة والأربعين عاماً، ونسبة 15.2% كانت ما بين الخامسة والأربعين والرابعة والستين، ونسبة 3.1% كانت ضمن فئة الخامسة والستين عاماً فما فوق. يوجد لكل 100 أنثى 109.3 ذكر، ويوجد لكل 100 أنثى في الثامنة عشر من عمرها فما فوق 111.8 ذكر.
بلغ متوسط دخل الأسرة في البلدة 26,875 دولارًا، أما متوسط دخل العائلة فبلغ 26,875 دولارًا. وكان متوسط دخل الذكور 25,313 دولارًا مقابل 20,893 دولارًا للإناث. وسجل دخل الفرد الخاص بالبلدة 9,673 دولارًا. وكانت نسبة 11.5% من العائلات ونسبة 16.4% من السكان تحت خط الفقر، وكان من هؤلاء نسبة 20.3% تحت سن الثامنة عشر ونسبة 0% في الخامسة والستين من العمر وما فوق.

### تعداد عام 2010
بلغ عدد سكان أوك ريدج 141 نسمة بحسب تعداد عام 2010، وبلغ عدد الأسر 51 أسرة وعدد العائلات 37 عائلة مقيمة في البلدة. في حين سجلت الكثافة السكانية 486.2 نسمة لكل كيلومتر مربع (1,259.3/ميل2). وبلغ عدد الوحدات السكنية 66 وحدة بمتوسط كثافة قدره 227.6 لكل كيلومتر مربع (589.5/ميل2).
وتوزع التركيب العرقي للبلدة بنسبة 94.33% من البيض و2.13% من الأمريكيين الأصليين و2.13% من الأعراق الأخرى و1.42% من عرقين مختلطين أو أكثر و9.93% من الهسبانيون أو اللاتينيون من أي عرق.
بلغ عدد الأسر 51 أسرة كانت نسبة 37.3% منها لديها أطفال تحت سن الثامنة عشر تعيش معهم، وبلغت نسبة الأزواج القاطنين مع بعضهم البعض 58.8% من أصل المجموع الكلي للأسر، ونسبة 7.8% من الأسر كان لديها معيلات من الإناث دون وجود شريك، بينما كانت نسبة 5.9% من الأسر لديها معيلون من الذكور دون وجود شريكة وكانت نسبة 27.5% من غير العائلات. تألفت نسبة 21.6% من أصل جميع الأسر من عدة أفراد يعيشون في نفس المنزل ونسبة 5.9% كانت تتألف من شخص يعيش بمفرده يبلغ من العمر 65 عاماً أو أكثر. وبلغ متوسط حجم الأسرة المعيشية 2.76، أما متوسط حجم العائلات فبلغ 3.27.
بلغ العمر الوسطي للسكان 37.2 عاماً. وكانت نسبة 26.2% من القاطنين تحت سن الثامنة عشر، وكانت نسبة 9.2% بين الثامنة عشر والرابعة والعشرين عاماً، ونسبة 24.8% كانت واقعةً في الفئة العمرية ما بين الخامسة والعشرين والرابعة والأربعين عاماً، ونسبة 31.2% كانت ما بين الخامسة والأربعين والرابعة والستين، ونسبة 8.5% كانت ضمن فئة الخامسة والستين عاماً فما فوق. وتوزع التركيب الجنسي للسكان بنسبة 49.6% ذكور و50.4% إناث.